# Orconectes etnieri
Orconectes etnieri är en kräftdjursart som beskrevs av R. W. Bouchard och J. W. Bouchard 1976. Orconectes etnieri ingår i släktet Orconectes och familjen Cambaridae. IUCN kategoriserar arten globalt som livskraftig. Inga underarter finns listade i Catalogue of Life.